# Forseti (glasbena skupina)
Forseti je bila nemška neofolk glasbena skupina Andreasa Rittera. Forseti je sodeloval z Kimom Larsenem (Of the Wand & the Moon), Ianem Readem (Fire and Ice), Mattem Howdenem (Sieben) in Douglasem Pearcem (Death in June). Besedila se nanašajo na poganstvo, misticizem in liriko Goetheja in Hermanna Hesseja. Sama beseda Forseti se nanaša na nordijskega boga prava, miru in resnice. 
Celotna glasba Forsetija je bila akustična. Skozi celotno kratko zgodovino skupine je pri projektu Forseti sodelovalo več kot 20 glasbenikov. 
Leta 2005 je Andreas Ritter preživel srčno kap, ki mu je povzročil zaustavitev nekaterih življenjskih funkcij. Poškodba možganov je povzročila izgubo spomina in nezmožnost nadaljnjega ukvarjenja z glasbo. V podporo glasbeniku je bil leta 2006 izdan album pod imenom "Forseti lebt". Pri albumu so sodelovale skupine Sonne Hagal, Sonnentau, In Gowan Ring, Of the Wand & the Moon, Death in June, Waldteufel, Lux Interna, Northman, Fire + Ice, Darkwood, Primus Inter Pares. 

## Diskografija
- Jenzig 1999
- Windzeit 2002
- Erde 2004
- Forseti Lebt 2006